# Bohumil
Bohumil je mužské křestní jméno. Toto slovanské jméno vzniklo jako překlad řeckého Theophilos (Teofil) „Bohu milý“. V ČR slaví svátek 3. října. Ženské přechýlení tohoto jména zní Bohumila.

## Statistické údaje
Následující tabulka uvádí četnost jména v ČR a pořadí mezi mužskými jmény ve srovnání dvou roků, pro které jsou dostupné údaje MV ČR – lze z ní tedy vysledovat trend v užívání tohoto jména:
| Rok       | Četnost     | Pořadí      |
| 1999      | 28 408      | 39.         |
| 2002      | 26 870      | 39.         |
| Porovnání | o 1538 méně | žádná změna |
| 2006      | 23 659      | 42.         |
| 2013      | 19 155      | 118.        |

Změna procentního zastoupení tohoto jména mezi žijícími muži v ČR (tj. procentní změna se započítáním celkového úbytku mužů v ČR za sledované tři roky 1999–2002) je −4,7%, což svědčí o poměrně značném propadu obliby tohoto jména.

## Bohumil v jiných jazycích
- Slovensky: Bohumil
- Polsky: Bogumił
- Srbochorvatsky: Bogomil nebo Bogoljub
- Bulharsky: Bogomil
- Rusky: Bogumil

## Slavní Bohumilové
- Bohumil Boček – československý generál, legionář
- Bohumil Bouška – český spisovatel
- Bohumil Bydžovský – český matematik
- Bohumil Eiselt – český lékař a vysokoškolský pedagog
- Bohumil Fiala – český pedagog, bývalý děkan Obchodně podnikatelské fakulty Slezské univerzity v Karviné
- Bohumil Hrabal – český spisovatel
- Bohumil Hanč – český lyžař, běžec
- Bohumil Kožela – český hokejista, člen zlínské Síně slávy
- Bohumil Kučera – český jaderný fyzik, PhDr.
- Bohumil Kubišta – český malíř
- Bohumil Kvasil – český fyzik, rektor ČVUT, předseda AV
- Bohumil Laušman – český politik
- Bohumil Modrý – český hokejista
- Bohumil Pečinka – český politický komentátor a publicista
- Bohumil Svatoš – československý horolezec
- Bohumil Říha – český spisovatel
- Bohumil Váňa – český stolní tenista
- Bohumil Záhorský – český herec

## Jiní Bohumilové
- Bohouš – postava z knihy Rychlé šípy od Jaroslava Foglara